# تپه پار
تپه پار مربوط به سدهٔ ۶ و ۸ ه‍.ق است و در ۱۲ کیلومتری جنوب غربی ساوه واقع شده و این اثر در تاریخ ۱۹ دی ۱۳۵۶ با شمارهٔ ثبت ۱۵۵۴ به‌عنوان یکی از آثار ملی ایران به ثبت رسیده‌است.